# نيريستوكسين
نيريستوكسين هو مركب عضوي طبيعي المنشأ من مركب عُزل لأول مرة في عام 1934 من الديدان الحلقية البحرية، وصُنّف في عام 1962 كمركب عضوي سام.  
يعمل مركب النيريستوكسين عن طريق منع مستقبلات الأسيتيل كولين النيكوتين. وجد الباحثون في شركة تاكيدا للصناعات الكيماوية في اليابان أن مركب النيريستوكسين مبيد حشري محتمل، ومن ثم طوروا عددًا من مشتقات المركب التي سوقت وبيعت كمبيدات حشرية تحت عدد من الأسماء التجارية، ومن بينها بنسولتاب، وكارتاب، وثيوسيكلام، وثيوسولتاب.

## لمحة تاريخية
استخدم الصيادون اليابانيون الدودة الحلقيّة كطعم، ولكن بعد الإبلاغ عن حالات التسمم العرضي التي حدثت بين الصيادين، تمكن الباحثين من تحديد العامل الكيميائي المسؤول عن التسمم وسُميّ بالنيريستوكسين. ثم قام الباحثون في شركة تاكيدا للصناعات الكيماوية في ستينيات القرن العشرين بتصنيع المادة الفعالة للنيريستوكسين وهي مركب نيترو،نيترو-ثنائي ميثيل-1،2-ديثيولان-4-الأمين، ومشتقات المركب التي تم فيها استبدال رابطة الكبريت والكبريت في حلقة الديثيولان بمجموعات بديلة مرتبطة بالكبريت. كانت المركبات الناتجة في كثير من الحالات أقل سمّية للثدييات من المنتج الطبيعي مع الاحتفاظ بنشاطها الجيد على الحشرات. وتبين لاحقًا أن جميع المركبات المحتوية على مشتقات النيريستوكسين، والتي تم تسويقها وبيعها كمبيدات حشرية تتحلل في البيئة إلى نيريستوكسين أو ديثيول غير مدور.

## التحضير

مركب بنسولتاب
مركب ثيوسيكلام
مركب ثيوسولتاب

يُمكن تحضير مركب البنسولتاب (R=SO2Ph) عن طريق تفاعل ملح الصوديوم للبنزين ثيول سلفونات (PhSO2SNa) مع مركب نيترو، نيترو-ثنائي ميثيل 1،3-ثنائي كلورو-2-بروبيلامين، أو مركب نيترو، نيترو-ثنائي ميثيل 2،3-ثنائي كلورو بروبيلامين في الإيثانول.
ويمكن تحويل مركب البنسولتاب إلى النيريستوكسين عن طريق المعالجة باستخام قلوي.

## آلية العمل
يتشابه النيريستوكسين كيميائيًا مع أستيل الكولين، لذا اعتُقد في البداية أن آلية عمله من المحتمل أن تكون عن طريق التداخل مع الأستيل كولين إستراز. أظهرت الدراسات الفيزيولوجية الكهربية اللاحقة باستخدام المشابك العصبية من الصرصور الأمريكي بعد ذلك أنه يعمل عن طريق منع مستقبلات الأسيتيل كولين معقد قناة الأيونات النيكوتين في الجهاز العصبي المركزي للحشرات، وهو ذات أسلوب عمل المبيدات الحشرية وثيقة الصلة بالنيريستوكسين، والتي يمكن أن تنتج جميعها الديثيول المقابل لانقسام الحلقة 1،2-ثيولان في المركب الأصلي.

## الاستخدامات
لم تعد أي من نظائر المبيدات الحشرية للنيريستوكسين منتجات رئيسية مستخدمة في الزراعة، وكان استخدامها في السابق مقصورًا بشكل أساسي على زراعات الأرز اليابانية والصينية، فقد كانت استخدامها هامًا إلى حد كبير للسيطرة على بعض الآفات مثل حشرة حفار جذع الأرز. لم تحظى مركبات النيريستوكسين بالموافقة والترخيص للاستخدام لا في دول الاتحاد الأوروبي ولا الولايات المتحدة الأمريكية. ويرجع النجاح المحدود لهذه المجموعة من المواد الكيميائية جزئيًا إلى المركبات الأخرى التي أصبحت متاحة، والتي لها أنماط عمل مماثلة للنيريستوكسين، ولكنها ذات قوة أعلى، وأكثر أمانًا للثدييات.